# Pueblo (Colorado)
Pueblo é uma cidade do estado norte-americano do Colorado, que fica no Condado de Pueblo.